# Franz von Hein
Franz svobodný pán (Freiherr) von Hein, plným jménem Franz Anton Johann Kapistran Hein (28. června 1808 Olomouc – 18. února 1890 Brno), byl rakouský a český právník a politik německé národnosti, v 2. polovině 19. století ministr spravedlnosti Rakouského císařství, starosta Opavy a poslanec Říšské rady.

## Biografie

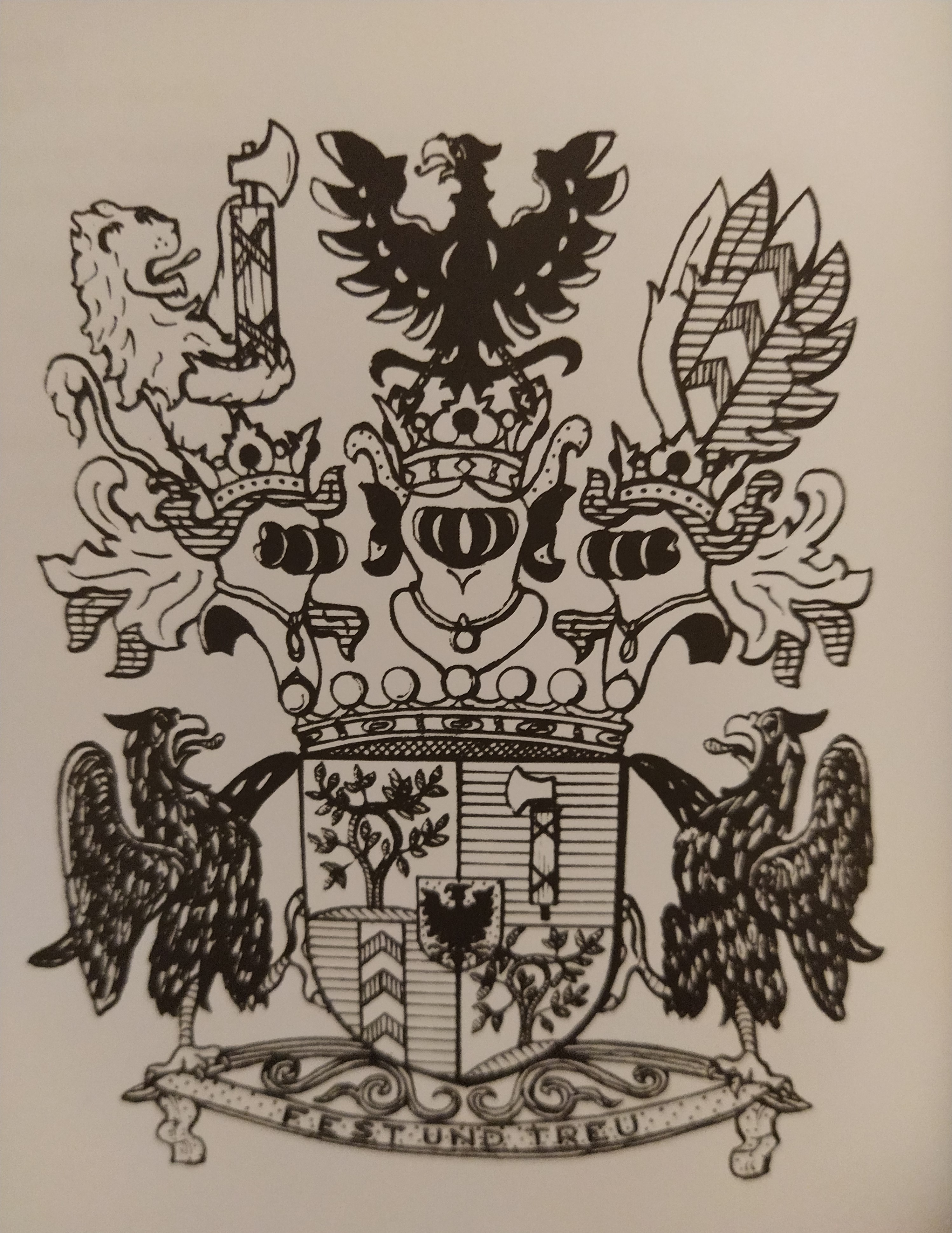
Erb Heinů z roku 1871 při povýšení do stavu svobodných pánů

Vystudoval práva na Františkově univerzitě v Olomouci. Působil jako advokát v slezském Johannesbergu,[kde?] od roku 1847 v Opavě. Během revolučního roku 1848 se zapojil do politiky. Ve volbách roku 1848 byl zvolen na rakouský ústavodárný Říšský sněm. Zastupoval volební obvod Opava v Slezsku. Uvádí se jako zemský advokát. Patřil ke sněmovní levici. Na sněmu působil jako zpravodaj ústavního výboru. Usedl zde i do tříčlenného podvýboru pro vypracování návrhu všeobecných občanských práv, v němž zasedal i František Ladislav Rieger. V prosinci 1848 pak byl spolu s Riegrem zpravodajem ústavního výboru pro plénum parlamentu. Počátkem roku 1849 v Říšském sněmu ostře odmítal federalistické návrhy a konstatoval, že nepřipustí ani stín suverenity pro žádnou provincii Rakouska.
Od roku 1848 byl též náměstkem starosty Opavy. Podle jiného zdroje zastával funkci náměstka purkmistra až od roku 1849. Patřil do starobylého opavského rodu, narodil se ovšem v Olomouci a do Opavy se přiženil roku 1837. Starostou Opavy se stal roku 1856 a úřad držel do roku 1862. Do jeho éry spadá zřízení městské spořitelny, kluziště, vyšší reálné školy a zavedení plynového osvětlení.
Po obnovení ústavního systému vlády se opět dostal do vrcholné politiky. Už v roce 1860 se stal členem Rozmnožené Říšské rady coby poradního orgánu panovníka. Mezi jejími členy z českých zemí byl jediným, který měl za sebou činnost v revolučním parlamentu roku 1848. V zemských volbách v roce 1861 byl zvolen za poslance Slezského zemského sněmu. Zastával rovněž funkci náměstka zemského hejtmana Slezska. Zemský sněm ho delegoval i do Říšské rady (tehdy ještě volené nepřímo) za kurii obchodních komor a městskou, obvod Opava. K roku 1861 se uvádí jako advokát, náměstek hejtmana a starosta, bytem v Opavě. Byl též zvolen předsedou Poslanecké sněmovny Říšské rady.
Jeho kariéra vyvrcholila, když se za vlády Rainera Ferdinanda Habsbursko-Lotrinského dodatečně stal ministrem spravedlnosti Rakouského císařství. Funkci zastával od 18. prosince 1862 do konce existence vlády, tedy do 27. července 1865.
V zákonodárných sborech patřil k provídeňské a centralistické Ústavní straně, odmítající federalistické aspirace neněmeckých etnik.
V roce 1863 získal titul c.k. tajného rady. V období let 1865–1881 zastával funkci prezidenta vrchního zemského soudu ve Vídni. V roce 1868 byl zvolen za člena státního soudního dvora. Roku 1869 byl jmenován doživotním členem Panské sněmovny (jmenovaná horní komora Říšské rady). Roku 1871 byl povýšen na svobodného pána. Vídeň a Opava mu udělily čestné občanství. Byl mu udělen i Řád železné koruny III. stupně.
Jeho synové Robert a Viktor byli vysokými úředníky ve státní správě. Robert (1849–1918), působil dlouhodobě v různých funkcích na Moravě a nakonec byl zemským prezidentem v Korutansku (1903–1912), Viktor (1850–1914) zastával úřad zemského prezidenta v Kraňsku (1892–1905). Vnuk Robert Egon Hein (1881–1945) byl diplomatem, rakouským vyslancem v Sovětském svazu a Polsku.